# 安岡たまき
安岡 たまき（やすおか たまき、1972年4月23日 - ）は、日本の元AV女優である。

## 経歴
2009年2月に『淫乳熟女 仙崎春香 たまき』で、AV女優としてデビュー。

## 作品

### アダルトビデオ
2009年
- 淫乳熟女 仙崎春香 たまき（2月10日、ドリームステージ）※たまき名義
- ぽっちゃり熟女 仙崎春香 安岡たまき（2月15日、小林興業）
- ぽっちゃり熟女 安岡たまき 玲美（2月25日、小林興業）
- 豊満熟女 安岡たまき 安村玲美（3月10日、ドリームステージ）
- たっぷり揉みます! Mカップ（3月12日、パンプフレイヤ）
- 巨乳 OR DIE 122cmボインの衝撃 M-cup TAMAKI（3月21日、レイディックス）※TAMAKI名義
- 近親相姦 豊満熟母 安岡たまき（4月4日、ルビー）
- 新肉感地帯 ボイン道場2 超乳母性編（4月24日、JAMS）
- ボイン道場 2 超乳母性編（4月25日、JAMS）
- Boin「安岡たまき」Box（5月1日、ABC）
- 中出しソープ 麗しの熟女湯屋 超爆乳W肉弾天国（5月6日、グローバルメディアエンタテインメント)
- 息子に揉まれ疑惑の母（5月7日、タカラ映像）
- 厳選奥さまシリーズ 猛乳Mカップのおばさん 安岡たまき（5月14日、センタービレッジ）
- 122cm Ocup TAMAKI（5月19日、OPPAI）※TAMAKI名義
- 近親相姦 いとしの変態爆乳母さん（5月21日、センタービレッジ）
- 禁断の巨乳母 義母さん、もう俺ガマンできないよ（5月22日、アカデミック）
- 豊満熟女 安岡たまき 安村玲美（2009年5月25日、ドリームステージ）
- ぽっちゃり熟女（5月25日、小林興業）
- お母さんのすべて 安岡たまき（6月1日、ABC/妄想族）
- 中出し近親相姦 母子熱愛 安岡たまき（6月4日、センタービレッジ）
- 私の感じやすい、勃起する乳首 変態ドMお姉さん 超デカ勃起バカ乳首（6月15日、ワープエンタテインメント）
- 爆乳!僕のMカップ 〜抑え切れない母への想い〜（6月25日、センタービレッジ）
- Huge Neo たまき 125cm-Ocup（6月25日、しのだ）
- 豊満熟女 森なるみ 安岡たまき（7月28日、ドリームステージ）
- 厳選奥さまシリーズ 猛乳おばさん 総集編 2（8月27日、センタービレッジ）
- 七人の超乳（9月1日、ABC/妄想族）
- 日本ぽっちゃり党 30人4時間（9月19日、ダイナマイトエンタープライズ）
- お母さんとの情事 8 〜セックス・フェラ・手コキ〜（10月9日、映天）
- 近親相姦 息子のチ●ポを欲しがる豊満エロ母たち（10月15日、センタービレッジ）
- OPPAI上半期総集編 2009年1月〜6月（10月19日、OPPAI）
- 超弩級Mカップ！ 〜働く奥さんムラムラ肉感残業〜（10月25日、JAMS）
- マドンナ学園7 〜激情の文化祭闘争〜（10月25日、マドンナ）
- 中年熟女のふくよかな乳房（11月10日、グローバルメディアエンタテインメント）
- 近親相姦 爆乳 母姉と僕。（11月25日、マドンナ）
- 超柔感！激旨脂！重加圧おばさん 30人4時間（12月19日、ダイナマイトエンタープライズ）

2010年
- デカパイ熟女BEST10人 4時間（1月1日、ABC/妄想族）
- 巨乳の義母中出し BEST4時間（1月16日、アカデミック）
- 巨乳・爆乳 乳揉み2 BEST40人4時間（1月22日、映天）
- 手こき足こきコンプリート 4時間 21人（2月25日、センタービレッジ）
- 2009年マドンナ下半期133タイトル8時間（3月7日、マドンナ）
- 超乳母性オーカップ!!〜比類なき肉体デリバリーモリモリフェラレディ熟女〜（3月8日、JAMS）
- お母さんとの情事 BEST2 4時間25人（3月19日、映天）
- ぽっちゃり熟女 総集編 弐（3月27日、小林興業）
- 乳でヌク 4時間（4月1日、ABC/妄想族）
- 爆乳おっぱい赤ちゃんプレイしながら手コキ120分（4月2日、映天）
- 5枚組7.5時間 スーパー美熟女BOX（4月16日、JBOX）
- しのプロ2009年全作品集（4月25日、しのだ）
- 熟女デカ尻強烈ピストン 総集編2（4月28日、ドリームステージ）
- お母さんの乳舐め（5月1日、映天）
- 巨乳美熟女4時間（5月16日、アカデミック）
- お母さんがイカせてあげる…4時間（6月19日、ABC/妄想族）
- 美熟女三十路コレクション4時間（7月16日、アカデミック）
- 4枚組6時間 禁断の巨乳母BOX（7月16日、JBOX）
- 訪問診療 ヤブ医者に犯された熟女達（7月16日、映天）
- 肉欲パニック 母子相姦の恐慌ファック!!（8月10日、まぐろ物産）
- 義母の巨乳に溺れた息子 4時間 COLLECTION（9月25日、アカデミック）
- 巨乳・爆乳 特集!!爆乳のバック 2時間45人（11月19日、映天）
- 母の乳房が揺れまくる、巨乳爆乳母20人ベスト 4時間（11月19日、ABC/妄想族）

2011年
- Kカップ以上限定爆乳FUCK（1月25日、しのだ）
- 極上 近親相姦 豊満デラックス 40人8時間2枚組（5月19日、ダイナマイトエンタープライズ）
- 5周年記念全198タイトル収録12時間作品集!（6月25日、しのだ）
- 凄い身体カフェ 肉棒埋没!容赦なき肉体のバリューセット（6月30日、JAMS）
- これが素股や!! 若手太腿女子にスマタマスター大興奮!!!（7月31日、JAMS）
- 巨乳・爆乳 乳変＆乳遊 揺れ、跳ね、暴れ、挟む、（9月2日、映天）
- パイズリスキル更新（10月30日、JAMS）